# Konovalove, Novoarhanhelsk
Konovalove (în ucraineană Коновалове) a fost un sat în comuna Nadlak din raionul Novoarhanhelsk, regiunea Kirovohrad, Ucraina.

## Demografie
Componența lingvistică a localității Konovalove
     Ucraineană (100%)
Conform recensământului din 2001, toată populația localității Konovalove era vorbitoare de ucraineană (100%).